# Hořavka hořká
Hořavka hořká Rhodeus amarus je ryba z čeledi kaprovití. Dříve byla považována za poddruh hořavky duhové Rhodeus sericeus, na základě současného stavu znalostí ale došlo ke změně její taxonomické kategorie z poddruhu na druh. Jako hořavka hořká se nyní označují populace hořavek žijící na západ od Sibiře. Stále je však s hořavkou duhovou často zaměňována.

## Popis
Jedná se o drobnou rybku dosahující maximální délky 10 cm. Má vysoké a zploštělé tělo s tenkým ocasním násadcem. Tělo je pokryto poměrně velkými šupinami. Hřbetní ploutev je zakulacená a delší než u jiných kaprovitých ryb. Postranní čára je redukovaná a velmi krátká. Zadní polovina těla je pokryta namodralým pruhem táhnoucím se až k ocasní ploutvi, který je zřetelný zejména u samců. Samice mají žlutozelenou duhovku oka, samci oranžovou. Samci jsou vždy větší.
Hořavka hořká je krátkověká rybka, která se dožívá maximálního věku 5 let. Mnoho jedinců však umírá již v roce po svém prvním tření, což způsobuje značné kolísání dlouhodobé početnosti hořavek.

## Výskyt
Hořavka hořká se vyskytuje téměř v celé Evropě, kromě Skandinávského poloostrova a Finska. Obývá stojaté a mírně proudící vody, např. zátoky řek, poloprůtočná a mrtvá říční ramena, zavodňovací kanály a nížinné rybníky. Její výskyt je podmíněn výskytem velkých mlžů čeledi velevrubovití (Unionidae), kteří jsou zásadní pro její rozmnožování. Hořavky jsou považovány za stálé ryby, které se z míst, kde žijí, nepřesouvají na větší vzdálenosti.

## Potrava
Plůdek se po opuštění mlže do cca 2 měsíců živí převážně drobnými planktonními organismy. Poté se mladí a dospělí jedinci živí převážně zelenými a vláknitými řasami, rostlinným detritem a rozsivkami, ale ojediněle i drobnými živočichy. Potravu přijímá i v zimě při teplotě vody 2°C.

## Rozmnožování a vývoj
Hořavka hořká patří do ostrakofilní reprodukční skupiny ryb – samice klade jikry do žaberní dutiny mlžů. Jedná se o jediný druh ryby na území ČR, který se tímto způsobem rozmnožuje. Nejčastěji používanými mlži na nakladení jiker v ČR jsou: velevrub malířský, velevrub nadmutý, škeble říční a škeble rybničná. V minulosti se vztah mezi hořavkami hořkými a druhy mlžů využívaných na kladení jiker považoval za příklad oboustranně výhodné symbiózy. Podle aktuálních informací se však jedná o parazitický vztah jednoznačně nevýhodný pro mlže.
Doba tření trvá od dubna do srpna. Během ní se hořavky rozmnožují až dvakrát. První výtěr probíhá většinou v březnu a druhý v dubnu nebo v srpnu. Tření probíhá dávkově po 20-40 jikrách do několika mlžů, celkem za rok naklade samice průměrně 90-230 jiker. Během období tření jsou samci hořavky hořké pestřeji zbarveni a na hlavě se jim vytváří slabá třecí vyrážka. Samicím se vytváří dlouhá kladélka sloužící k dopravení jiker do žaberní dutiny mlže. Jeho délka se mění v průběhu období tření v závislosti na ovulaci. Kladélko pohlavně aktivní samice v nejintenzivnějších bodech tření může dosahovat délky až 10 cm, tudíž přesahovat vlastní délku těla ryby.
Samec si ustanoví malé teritorium v blízkém okolí živého mlže, od kterého odhání ostatní samce a láká do něj samice třepetavými pohyby celého těla. Samice hodnotí kromě samce i vhodnost mlže jako hostitele pro jikry podle poměru kyslíku ve vodě vydechované mlžem. Obecně dávají přednost velevrubům (např. v CHKO Poodří[nedostupný zdroj]) nebo škeblím říčním Anodonta anatina. Po úspěšném výběru partnera začíná tření. Samice rychlým zasunutím kladélka do žaberního otvoru mlže dopravuje jikry do jeho žaberní dutiny. Následně samec vypustí mlíčí v těsné blízkosti vdechovacího otvoru mlže, který mlíčí nasaje dovnitř spolu s filtrovanou vodou. Tím dochází k oplození jiker uvnitř žaberní dutiny mlže. Plod se líhne za přibližně 2-3 dny. Vylíhlým embryím se brzy po vylíhnutí vyvíjí špičaté výrůstky, kterými se přichytí v žaberních komůrkách mlže, kde zůstávají do strávení žloutkového váčku. Po cca 4 týdnech opouští plůdky hořavky hostitelského mlže ve velikosti cca 7-8mm.

## Využití
Vzhledem ke své velikosti nemá hořavka pro člověka žádný hospodářský význam. Její maso se navíc vyznačuje nepříjemně hořkou chutí. Naproti tomu je pro své zbarvení velmi oblíbená mezi akvaristy, kteří ji chovají jako okrasnou rybu ve studenovodních akváriích nebo jezírkách.
V minulém století byly samice hořavek hořkých využívány k testování těhotenství.

## Ohrožení a ochrana
Výskyt hořavky hořké je úzce vázán na výskyt velkých druhů mlžů. Proto je velmi ohrožena znečišťováním životního prostředí a nevhodnými vodohospodářskými zásahy.  Šíření invazního druhu mlže škeblice asijské Sinanodonta woodiana v evropských vodách rovněž představuje hrozbu pro budoucnost přežití hořavky hořké. Škeblice totiž dokáže usmrtit jikry, které do ní hořavka naklade.
V současné době klesá počet lokalit výskytu hořavky hořké. Ačkoliv byla zařazena do kategorie ohrožených druhů na Červeném seznamu, oficiálně zatím není zařazena mezi zákonem chráněné živočichy.